# 巨縱溝紐蟲
巨縱溝紐蟲（學名：Lineus longissimus）或稱作靴帶蠕蟲（英語：bootlace worm），是一種海生紐蟲，為已知最長的無脊椎動物，標本報告指出，該蟲長達55米（180英尺）。其釋放的黏液帶有劇毒。

## 特徵
巨縱溝紐蟲是已知世上最長的動物，但其寬度通常只有5至10（0.20至0.39英寸）。該蟲的身體呈深棕色且有（縱向的）細條紋。牠的黏液具有強力的神經毒素，可用於對付食肉動物的防禦手段。當牠釋放出其黏液時，會產生微弱的刺激氣味，聞起來就如同金屬或污水。這種有毒的粘液已被證明足以殺死螃蟹和蟑螂，並可當成農業的殺蟲劑使用。
在1864年的一場暴風雨而沖上蘇格蘭圣安德鲁斯海岸的遺體標本指出，該蟲身長超過55米（180英尺），比已知世上最長的動物獅鬃水母還長。但因紐形動物的身體柔軟而具延展性，所以巨縱溝紐蟲的最長長度紀錄仍有待商確。
與其他紐蟲一樣，巨縱溝紐蟲可利用伸出的吻管捕食。其細長的吻管並未帶刺，而是在末端帶有用來固定獵物的黏性細絲。

## 棲息地
可以在瑞典的西海岸、挪威的海岸及英格蘭的海岸發現其蹤跡。

## 外部連結
- 網絡生命大百科
- 巨縱溝紐蟲在NCBI的頁面連結

- ITIS